# Micrurus camilae
Micrurus camilae — вид отруйних змій родини аспідових (Elapidae). Ендемік Колумбії.

## Поширення і екологія
Micrurus camilae відомі з кількох місцевостей, розташованих в департаментах Кордова і Антіокія на півночі Колумбії. Вони живуть у вологих рівнинних тропічних лісах.